# Parabupares robustus
 (octobre 2021).
Genre
Espèce
Parabupares robustus, unique représentant du genre Parabupares, est une espèce d'opilions laniatores à l'appartenance familiale incertaine.

## Distribution
Cette espèce est endémique de Kalimantan en Indonésie. Elle se rencontre vers Balikpapan.

## Description
Le mâle holotype mesure 2,7 mm.

## Publication originale
- Suzuki, 1982 : « Two new genera of Phalangodinae (Opiliones, Phalangodidae) from Eastern Kalimantan, Borneo. » Annotationes Zoologicae Japonenses, vol. 55, p. 100–104.